# Мизнікова Людмила Миколаївна
Людмила Миколаївна Мизнікова-Белінська (14 листопада 1940) — українська кіноакторка. Найвідоміша кінороль Оксани у фільму «Вечори на хуторі біля Диканьки».

## Біографія
Народилася 14 листопада 1940 року в родині військовослужбовця. Навчалася в 4-й київській жіночій школі. У 1959 році закінчила акторську студію при Київському українському драматичному театрі ім. Івана Франка (1959, клас Наталії Ужвій та Поліни Нятко). Закінчила філологічний факультет Київського державного університету ім. Тараса Шевченка.
У коридорі київської кіностудії, де вона проходила проби у представників «Білорусьфільму», вона познайомилися з Олександром Роу, який запросив її на роль Оксани в фільм «Вечори на хуторі біля Диканьки». Після успіху «Диканьки», у Києві їй надходили різні кінопропозиції, але вона відмовлялася. Згодом прийшла в Київський театр юного глядача, де відіграла кілька пам'ятних театральних сезонів.
У 1960-і навчається на вечірньому відділенні філологічного факультету Київського університету ім. Тараса Шевченка. У середині 1960-х на зустрічі Нового року знайомиться з Олегом Бєлінським. Одружилися, у них народився син.
Згодом працювала в театральному музеї на території Києво-Печерської лаври. В кінці 1980-х — початку 90-х — якраз на підйомі української національної ідеї — організували разом з чоловіком фольклорний театр, з яким об'їздили різні регіони України. Створювали вистави, в основі яких — народна творчість.
Нині Людмила Белінська присвячує себе київському театру «Містеріум». Грають у Києві, в Кельні і в багатьох інших містах Європи.
Знялася в декількох серіях, в різних образах, в серіалі «Повернення Мухтара».

## Фільмографія
- 1958 Гроза над полями, епізод
- 1961 Вечори на хуторі біля Диканьки, Оксана
- 1962 Коли йде сніг… (короткометражний), Снігурка
- 1970 Два дня чудес, Лідія Петрівна, мама
- 2006 Повернення Мухтара-3, понята, Незвичайний крос, 95-а серія
- 2008 Повернення Мухтара-4, сусідка, Привид кухаря, 79-а серія
- 2009 Повернення Мухтара-5, Петровна, Музейні цінності, 21-а серія
- 2011 Повернення Мухтара-7, пенсіонерка, Екслібріс, 19-а серія

## Театральні ролі
Національний академічний драматичний театр імені Івана Франка:
- "Над Дніпром", А.Корнійчук
- "Свіччине весілля", І.Кочерга

Київський театр юного глядача
- Туся - "На канікулах"
- "Аленький цветочек"